# Hr.Ms. Arend (1930)
Hr.Ms. Arend was oorspronkelijk een "opiumjager", een schip van de Gouvernementsmarine. Het snelle stoomschip was bestemd om ingezet te worden ter bestrijding van de opiumhandel in Nederlands Oost-Indië. Het moest een van de oude opiumjagers Argus en Cycloop uit 1893 vervangen.

## Ontwerp
Het vaartuig werd samen met zusterschip Hr.Ms. Valk ontworpen in opdracht van het Ministerie van Koloniën door Ingenieur der Marine Ir. Laurens Troost van het Bureau Scheepsbouw van het Ministerie van Defensie. Het moest voldoen aan grote snelheid, goede manoeuvreerbaarheid, een eenvoudige machine-installatie, een grote werkingssfeer, gelegenheid voor het vervoer van enige passagiers en lading en diende geschikt zijn voor de tropen.
De Arend werd tijdens de aftimmering wat verbouwd om tijdelijk als marinevaartuig dienst te kunnen doen in West-Indië.

## Inzet
Gebeurtenissen in Willemstad, Curaçao, veroorzaakten dat een deel van het koloniale gebied onbeschermd lag. De Nederlandse regering stuurde torpedobootjager Hr.Ms. Kortenaer met een detachement mariniers. Die kon niet permanent in Willemstad blijven en in afwachting van het vaste stationschip Hr.Ms. Johan Maurits van Nassau, vertrok de nieuwe opiumjager Arend 25 januari 1930 onder bevel van luitenant ter zee 1e klasse Willem van den Donker naar West-Indië. Het vaartuig fungeerde  als tijdelijk stationsschip en flottieljevaartuig. Pas op 10 april 1935 vertrok de opiumjager naar Nederlands Oost-Indië en kwam het schip onder de vlag van de Gouvernementsmarine.
Samen met de kanonneerboot Hr.Ms. Soemba werd de Arend vanaf 1936 vaak ingezet als bewakings- en patrouillevaartuig in het oostelijke deel van de Indonesische archipel. Vanaf 1 september 1939 werden de zusterschepen Hr.Ms. Arend en Hr.Ms. Valk belast met de bewakingsdienst Grote Oost, als opiumjager voor het oostelijke deel van de Indonesische archipel. 
Er werd geopereerd vanuit Ambon in samenwerking met de Marine Luchtvaartdienst (MLD). 7 januari 1942, de dag van de Japanse aanval op Pearl Harbor, werd Ambon gebombardeerd door Japanse vliegtuigen. Een dag erna verklaarde Nederland de oorlog aan Japan. De Arend, met gezaghebber F.J. Somers, werd vanaf dat moment ontlast van de bewakingstaken en belast met het escorteren van koopvaardijschepen vanuit Tandjong Priok. Om te voorkomen dat het schip in Japanse handen viel, werd het op 7 maart in de haveningang van Tjilatjap in Zuid-Java tot zinken gebracht door de eigen bemanning. In april 1943 werd het wrak op last van de Japanners gelicht en naar Surabaya gesleept. Daar werd het gerepareerd en werden de ketels vervangen door twee Japanse Kampon RO oliegestookte ketels. Op 31 juli 1944 werd de Arend in Japanse dienst gesteld als patrouilleboot PB-108 en ingezet als konvooibegeleider en bewakingsvaartuig. Op 28 maart 1945 werd het schip voor de kust van Zuid-Celebes aangevallen door zeven Amerikaanse B-24 Liberator bommenwerpers en met vijf treffers tot zinken gebracht. Hierbij kwamen 69 Japanse en Indonesische bemanningsleden om het leven en vielen 9 gewonden.